# Nosowo (powiat koszaliński)
Nosowo (do 1945 niem. Nassow) – osada w Polsce położona w województwie zachodniopomorskim, w powiecie koszalińskim, w gminie Biesiekierz. Nosowo leży nad rzeką Radew.
Według danych z 31 grudnia 2005 r. osada miała 53 mieszkańców.
Według najstarszej, pisanej wzmianki z XIV w., pierwszym właścicielem była patrycjuszowska rodzina Holkenów z Kołobrzegu. Nosowo było główną siedzibą tego rodu. Po jego wygaśnięciu przeszło we władanie znanego, pomorskiego rodu von Münchow, w którego rękach pozostawało do drugiej połowy XIX w. Przez pewien czas, od drugiej połowy XVIII w. do pierwszej połowy XIX w. do części Nosowa posiadał prawa ród von Heydebreck. W ostatnim okresie przed 1945 r. właścicielami Nosowa były rodziny von Heydebreck i von Sprenger.

## Zabytki
- neorenesansowy pałac z XIX wieku otoczony 16-hektarowym parkiem. Formą nawiązuje do renesansu francuskiego, symetria parterowej bryły rozbudowanej trzema piętrowymi ryzalitami jest podkreślona niskimi wieżami, dwoma czworobocznymi u boku ryzalitu zachodniego i jedna ośmioboczna u boku wschodniego. Ozdobne elewacje są ożywione lekkimi naczółkami okien. Obecnie wewnątrz działa hotel i restauracja[5].